# مقام السيدة سكينة (دمشق)
مقام السيدة سكينة، هو أحد المقامات الموجودة في دمشق في مقبرة الباب الصغير، وحسب المشهور أنه ينسبٌ لسكينة بنت الحسين.

## الموقع
يقع الضريح والمقام في سوريا في مدينة دمشق بمقبرة الباب الصغير.

## ذكر المزار
أشار المؤرخون والرحالة إلى القبر منذ القدم وكان يعرف قديماً وحديثاً بـ«سكينة بنت الإمام الحسين» وإلى يومنا هذا يعرف بهذا الاسم. وقد ذكره الرحالة وأهمهم:

### ياقوت الحموي
ذكره ياقوت الحموي في معجم البلدان عند زيارته لمقبرة الباب الصغير قائلاً: «وسكينة بنت الحسين، والصحيح أنها بالمدينة».

### ابن عساكر
قال ابن عساكر في تاريخ دمشق: «فأما قبر سكينة بنت الحسين فيحتمل لأنها تزوجت بالأصبغ بن عبد العزيز بن مروان الذي كان بمصر ورحلت إليه فمات قبل أن تصل إليه فيحتمل أنها قدمت دمشق وماتت بها والصحيح أنها ماتت بالمدينة».

### ابن جبير
قال ابن جبير في رحلته : «ومسجد آخر فيه قبر يقال إنه لسكينة بنت الحسين، رضي الله عنهما، أو لعلها سكينة أخرى من أهل البيت.».

### ابن بطوطة
قال ابن بطوطة في تُحفة النُّظار في غرائب الأمصار وعجائب الأسفار (المعروف أيضاً باسم رحلة ابن بطوطة): «وقبر آخر يقال أنه قبر سكينة بنت الحسين بن علي عليه السلام.».

### محسن الأمين العاملي
قال السيد محسن الأمين العاملي في أعيان الشيعة: «اما القبر المنسوب إليها بدمشق في مقبرة الباب الصغير فهو غير صحيح لاجماع أهل التواريخ على أنها دفنت بالمدينة ويوجد على هذا القبر المنسوب إليها بدمشق صندوق من الخشب كتبت عليه آية الكرسي بخط كوفي مشجر رأيته وأخبرني الثقة العدل الورع الزاهد العابد الشيخ عباس القمي النجفي الذي هو ماهر في قراءة الخطوط الكوفية بدمشق في رجب أو شعبان سنة 1356 ان الاسم المكتوب باخر الكتابة التي على الصندوق سكينة بنت الملك، بلا شك ولا ريب. وكسر ما بعد لفظة الملك، فالقبر إذا لاحدى بنات الملوك المسماة سكينة.».

## صاحب المقام والأقوال

### سكينة بنت الحسين
حسب المشهور أن صاحبة الضريح هي سكينة بنت الحسين، ذكر البعض رجوع سكينة لدمشق، ويذكر في سبب قدومها لدمشق لأنها تزوجت بالأصبغ بن عبد العزيز بن مروان الذي كان بمصر ورحلت إليه فمات قبل أن تصل إليه فيحتمل أنها قدمت دمشق وماتت بها.
إلا أن المصادر التاريخية ذكرت أن سكينة بنت الحسين توفيت بالمدينة المنورة ودفنت في مقبرة البقيع. وقيل أنها توفيت بمكة، ويقول السيد محسن الأمين العاملي: «أما القبر المنسوب إليها بدمشق في مقبرة الباب الصغير فهو غير صحيح لاجماع أهل التواريخ على أنها دفنت بالمدينة.»، وأشار الرحالة والمؤرخون للقبر منذ القِدَم.

### سكينة بنت الملك
ذكر السيد محسن الأمين العاملي نقلاً عن الشيخ عباس القمي النجفي أن الاسم المكتوب على الصندوق هو سكينة بنت الملك، حيث قال في أعيان الشيعة: «أما القبر المنسوب إليها بدمشق في مقبرة الباب الصغير فهو غير صحيح لاجماع أهل التواريخ على أنها دفنت بالمدينة ويوجد على هذا القبر المنسوب إليها بدمشق صندوق من الخشب كتبت عليه آية الكرسي بخط كوفي مشجر رأيته وأخبرني الثقة العدل الورع الزاهد العابد الشيخ عباس القمي النجفي الذي هو ماهر في قراءة الخطوط الكوفية بدمشق في رجب أو شعبان سنة 1356 ان الاسم المكتوب باخر الكتابة التي على الصندوق سكينة بنت الملك، بلا شك ولا ريب. وكسر ما بعد لفظة الملك، فالقبر إذا لاحدى بنات الملوك المسماة سكينة.».
لكن البعض لم يقبل ذلك لأن المكتوب على الصندوق هو سكينة بنت الحسين.

### سكينة وفاطمة بنتي الحسين ذي الدمعة وأمهما خديجة بنت عمر وجدّهما عمر الأشرف
يُرجّح المعاصر محمد حسنين السابقي أن هذا المقام هو لسكينة بنت الحسين ذي الدمعة هي وأختها فاطمة الصغرى مدفونتان مع أمهما خديجة بنت عمر الأشرف بن علي بن الحسين وجدّهما عمر الأشرف في تربة واحدة، وبعد ذلك عرفت بأسم سكينة بنت الحسين، لتبادر اسم الحسين عند السماع إلى السبط الشهيد، ورغم أن البعض بذل الكثير من الجهد ولم يتمكن من الحصول على دليل داعم لهذه النظرية.

### مقام وليس قبر
يُرجّح البعض مثل محمد صادق الكرباسي أنه مقام وليس قبر ويستدلون بأن الميت شرعاً يجب أن يكون رأسه إلى جهة الغرب ورجلاه إلى جهة الشرق ليكون وجه إلى القبلة وذلك في مثل هذه المناطق التي تقع القبلة إلى جهة الجنوب.
والمقام هو من الممكن أن يكون مكان إقامته في يوم من الأيام أو مكان صلاته أوكان قد مر عليه في يوم من الأيام، ومن ثم اشتهر هذا أو ذاع بين الناس على أنه أحد مقاماتهم فيشاد على هذا المكان بناء أو مسجد لكي يزوره الناس ويتبركون به.